# If You Can’t Stand the Heat
If You Can’t Stand the Heat – album studyjny angielskiego zespołu rockowego Status Quo z 1978 roku.

## Lista utworów
| 1.  | „Again and Again” (Parfitt/Bown/Lynton)        | 3:41  |
|     |                                                |       |
| 2.  | „I'm Giving Up My Worryin'” (Rossi/Frost)      | 3:02  |
|     |                                                |       |
| 3.  | „Gonna Teach You to Love Me” (Lancaster/Green) | 3:11  |
|     |                                                |       |
| 4.  | „Someone Show Me Home” (Rossi/Frost)           | 3:49  |
|     |                                                |       |
| 5.  | „Long Legged Linda” (Bown)                     | 3:29  |
|     |                                                |       |
| 6.  | „Oh! What a Night” (Parfitt/Bown)              | 3:46  |
|     |                                                |       |
| 7.  | „Accident Prone” (Williams/Hutchins)           | 5:08  |
|     |                                                |       |
| 8.  | „Stones” (Lancaster)                           | 3:53  |
|     |                                                |       |
| 9.  | „Let Me Fly” (Rossi/Frost)                     | 4:25  |
|     |                                                |       |
| 10. | „Like a Good Girl” (Rossi/Young)               | 3:26  |
|     |                                                |       |
|     |                                                | 37:50 |
|     |                                                |       |

## Skład
- Francis Rossi – śpiew, gitara prowadząca
- Rick Parfitt – śpiew, gitara rytmiczna
- Alan Lancaster – gitara basowa, śpiew
- Andy Bown – keyboard
- John Coghlan – perkusja